# دارين ميدليتون
دارين ميدليتون (بالإنجليزية: Darren Middleton)‏ هو لاعب كرة قدم إنجليزي سابق، يلعب في مركز الهجوم وُلد في 28 من كانون الأول في عام 1978.

## مسيرته الرياضية
بدأ ميدليتون مسيرته الرياضية في نادي أستون فيلا في الدوري الإنجليزي الممتاز، عندما ظهر مرة واحدة ولم يسجل أي أهداف. ظهر لأول مرة مع فريق أستون فيلا بخسارة 1-0 من فريق كوينز بارك رينجرز.وَقَعَ ميدليتون لنادي ستافورد رينجرز المصنف سادساً في الدوري الإنجليزي بعد تلقيه عرض من النادي مالقا الإسباني في الليغا الإسبانية، وَقَعَ في النصف الثاني من 01-2000 مع فوريست غرين المُصنف خامساً، ووَقَعَ أيضاً مع ووستر ستي المُصنف سادساً.

## وصلات خارجية
- دارين ميدليتون على Soccerbase